# سرشماری ۱۹۴۱ کانادا
سرشماری ۱۹۴۱ کانادا یک سرشماری دقیق از جمعیت کانادا بود. تعداد کل جمعیت این کشور مطابق نتایج این سرشماری برابر با ۱۱٬۵۰۶٬۶۵۵ نفر بود که نشان‌دهندهٔ افزایش ۱۰٫۹ درصدی نسبت به جمعیت ۱۰٬۳۷۶٬۷۸۶ نفری در سرشماری سال ۱۹۳۱ بوده‌است. سرشماری ۱۹۴۱ هشتمین سرشماری جامع ده‌ساله از زمان کنفدراسیون کانادا در ۱ ژوئیهٔ ۱۸۶۷ بود. سرشماری قبلی آن، سرشماری ۱۹۳۶ در استان‌های شمال غربی آلبرتا، ساسکاچوان و منیتوبا، و سرشماری بعدی آن، سرشماری ۱۹۴۶ در استان‌های شمال غربی آلبرتا، ساسکاچوان و منیتوبا بود.
این سرشماری باید در سال ۲۰۳۳، ۹۲ سال پس از جمع‌آوری اطلاعات در سرشماری، در دسترس عموم قرار گیرد.

## جمعیت بر پایه استان
| استان             | سرشماری ۱۹۴۱ | سرشماری ۱۹۳۱ | تفاوت     | ٪ تغییر |
| ----------------- | ------------ | ------------ | --------- | ------- |
| جزیره پرنس ادوارد | ۹۵٬۰۴۷       | ۸۸٬۰۳۸       | ۷٬۰۰۹     | ۸٫۰٪    |
| نوا اسکوشیا       | ۵۷۷٬۹۶۲      | ۵۱۲٬۸۴۶      | ۶۵٬۱۱۶    | ۱۲٫۷٪   |
| نیوبرانزویک       | ۴۵۷٬۴۰۱      | ۴۰۸٬۲۱۹      | ۴۹٬۱۸۲    | ۱۲٫۰٪   |
| کبک               | ۳٬۳۳۱٬۸۸۲    | ۲٬۸۷۴٬۶۶۲    | ۴۵۷٬۲۲۰   | ۱۵٫۹٪   |
| انتاریو           | ۳٬۷۸۷٬۶۵۵    | ۳٬۴۳۱٬۶۸۳    | ۳۵۵٬۹۷۲   | ۱۰٫۴٪   |
| منیتوبا           | ۷۲۹٬۷۴۴      | ۷۰۰٬۱۳۹      | ۲۹٬۶۰۵    | ۴٫۲٪    |
| ساسکاچوان         | ۸۹۵٬۹۹۲      | ۹۲۱٬۷۸۵      | -۲۵٬۷۹۳   | -۲٫۸٪   |
| آلبرتا            | ۷۹۶٬۱۶۹      | ۷۳۱٬۶۰۵      | ۶۴٬۵۶۴    | ۸٫۸٪    |
| بریتیش کلمبیا     | ۸۱۷٬۸۶۱      | ۶۹۴٬۲۶۳      | ۱۲۳٬۵۹۸   | ۱۷٫۸٪   |
| قلمرو یوکان       | ۴٬۹۱۴        | ۴٬۲۳۰        | ۶۸۴       | ۱۶٫۲٪   |
| قلمروهای شمال غرب | ۱۲٬۰۲۸       | ۹٬۳۱۶        | ۲٬۷۱۲     | ۲۹٫۱٪   |
| کل                | ۱۱٬۵۰۶٬۶۵۵   | ۱۰٬۳۷۶٬۷۸۶   | ۱٬۱۲۹٬۸۶۹ | ۱۰٫۹٪   |

برای دومین دههٔ متوالی، بریتیش کلمبیا بالاترین نرخ رشد استان‌ها را تجربه کرد، در حالی که کبک بیشترین تعداد ساکنان جدید را جذب کرده بود. فقط ساسکاچوان که تحت تأثیر رکود بزرگ و داست بول قرار داشت، کاهش جمعیت را تجربه کرد.